# 菅瑞亭
菅瑞亭（1952年10月—），男，汉族，河南内黄人，中华人民共和国政治人物。中共河北省委党校中青班毕业，大学专科学历。

## 生平
1976年加入中国共产党。历任共青团秦皇岛市委书记；中共抚宁县委书记；秦皇岛市委常委、市委副书记、常务副市长、代市长、市长等职。2008年3月当选秦皇岛市人大常委会主任。